# John Deere 9630

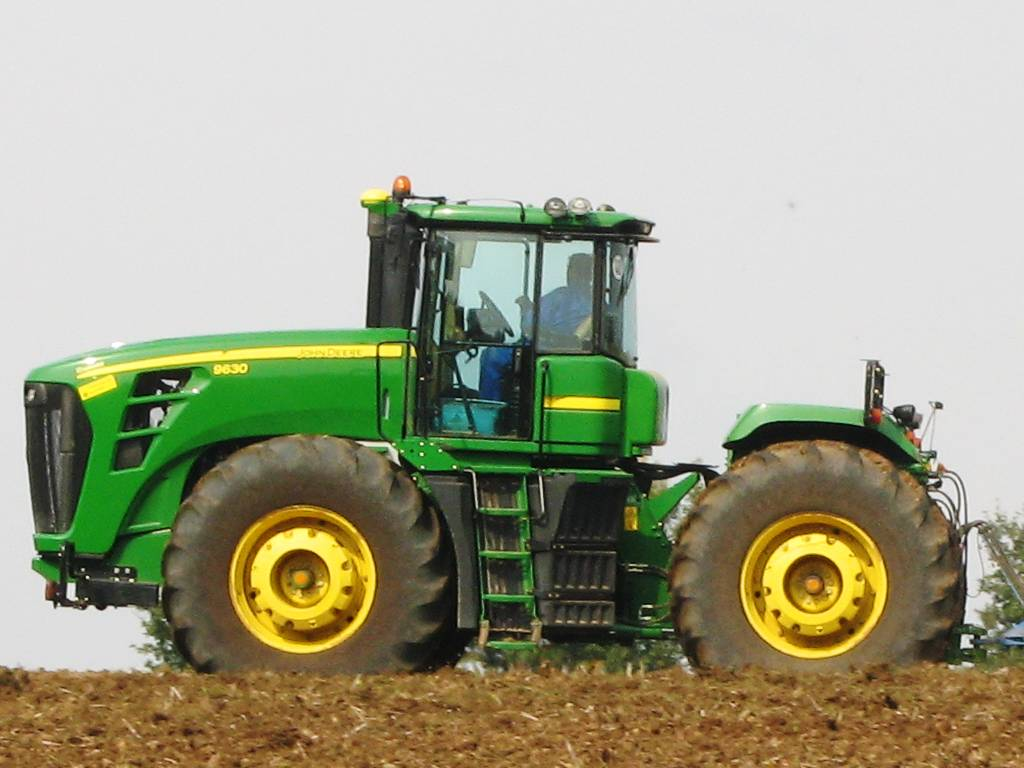
Il John Deere 9630

Il John Deere 9630 è un Trattore agricolo prodotto dalla John Deere.
È uno dei più grandi trattori in produzione nel mondo ed il più grande prodotto dalla John Deere al suo debutto nel 2007 e fino al termine della sua produzione avvenuto nel 2011.
Il 9630 è dotato di un propulsore diesel da 13,550 litri di cilindrata con sei cilindri che eroga da 530 cavalli. È un trattore articolato con tutte e quattro le ruote motrici e della stessa dimensione. Il peso raggiunge le 25 tonnellate.
Nonostante sia il trattore più grande del mondo ancora in produzione, il record assoluto spetta ancora al Big Bud 747

## Variante con cingoli

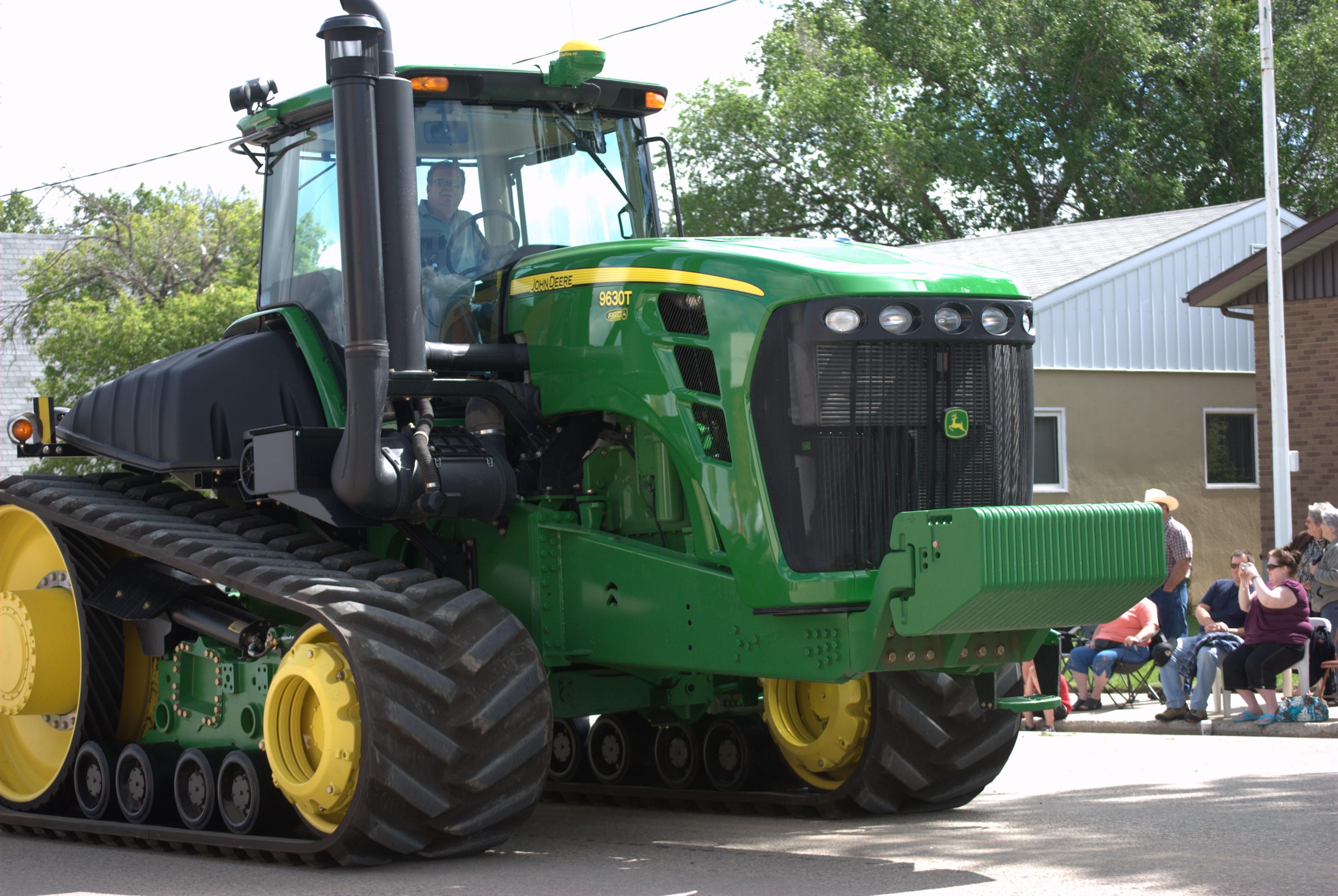
Il John Deere 9630T con cingoli gommati

È anche disponibile il modello 9630T con cingoli gommati che a differenza del modello 9630 non è articolato.